# Inapplicabilité
En droit constitutionnel canadien, la théorie de l'inapplicabilité est la théorie de l'exclusivité des compétences entre l'ordre fédéral et l'ordre provincial de gouvernement. Une fois qu’on a déterminé qu’une loi est valide, il faut voir si elle est applicable. Par exemple, les lois provinciales valides peuvent être inapplicables à des entreprises fédérales car cela empêcherait l’entreprise fédérale de fonctionner. 
Il est en principe impossible pour une loi fédérale d’être inapplicable. D'après l'arrêt Banque canadienne de l’Ouest, seul le fédéral est protégé contre l’inapplicabilité. Aucune loi fédérale n’a une application très large, sauf le Code criminel. Le principe d’exclusivité des compétences signifie que ce qu’une province peut faire, le fédéral ne peut pas le faire et vice-versa. L’exclusivité est définie dans le premier alinéa de l'article 91 de la Loi constitutionnelle de 1867 et le premier alinéa l'article 92 de la même loi.
Dans l'arrêt Multiple Access Ltd. c. McCutcheon, la loi est jugée valide, applicable et opérante. Dans l'arrêt Law Society of British Columbia c. Mangat, les juges vont limiter l’utilisation de la théorie de l’inapplicabilité pour favoriser le fédéralisme coopératif et le principe de subsidiarité. 